# Das zweite Kapitel (Film)
Das zweite Kapitel (Originaltitel: Chapter Two) ist eine US-amerikanische Filmkomödie von Robert Moore aus dem Jahr 1979. Marsha Mason wurde für ihre Rolle bei den Oscars 1980 als beste Hauptdarstellerin und bei den Golden Globe Awards 1980 als beste Hauptdarstellerin in einer Komödie oder Musical sowie Valerie Harper als beste Nebendarstellerin nominiert.

## Handlung
Der Drehbuchautor George Schneider ist nach längerer Ehe frischverwitwet. Er lernt die frischgeschiedene Schauspielerin Jennie Malone kennen, nachdem beide mehrere unerfreuliche Blind Dates hatten. Die beiden verlieben sich und heiraten schnell. Nach zwei Wochen trennen sie sich wieder, da er seine erste Frau nicht vergessen kann. Nachdem er nach Los Angeles ausweicht folgt sie ihm, um die Ehe doch noch zu retten.

## Hintergrund
Zum Zeitpunkt der Dreharbeiten waren die Hauptdarstellerin Marsha Mason und Drehbuchautor Neil Simon verheiratet. Sie hatten sich etwa ein halbes Jahr nachdem Simon Witwer geworden war getroffen und dann geheiratet. Der Film basiert auf dem gleichnamigen Bühnenstück von Neil Simon, das 1977 am Broadway Premiere hatte.

## Rezeption
Der Filmdienst stufte den Film als „geschickt gebaute Boulevardkomödie mit witzigem Dialog und guten Darstellern, der es zwar an psychologischer Vertiefung mangelt, die aber dennoch vergnügliche Unterhaltung bietet“ ein.
Cinema fasste den Film wie folgt zusammen:

„Broadway-Autor Neil Simon verarbeitet seine eigene Ehe.“

Kam aber zum Schluss:

„Leid, Zoff und Freud in gepfefferten Dialogen“

Roger Ebert schrieb, dass was man angesichts der Parallelen zwischen Neil Simons Leben und der Geschichte sagen könne sei, dass falls der Schlüsseldialog zwischen Ehemann und neuer Ehefrau nicht vom Leben abgeschrieben wurde, dann ist es wahrscheinlich aus der Kategorie, was sie gesagt haben sollten. Simon sei normalerweise der schlagfertigste und witzigste Dialogschreiber, aber diesmal liefere er über zwei Stunden Diskussionen, Streit, Debatten, Versöhnungen und Vorwürfe, dass es schnell ermüdend würde.

## Auszeichnungen und Nominierungen
- Oscarverleihung 1980: Nominierung als beste Hauptdarstellerin für Marsha Mason[5]
- Golden Globe Awards 1980: Nominierungen als beste Hauptdarstellerin – Komödie oder Musical für Marsha Mason und als beste Hauptdarstellerin für Valerie Harper[6]